# Divine Intervention
Albums de Slayer
Decade of Aggression
(1991) Undisputed Attitude
(1996)
Divine Intervention est le sixième album de thrash metal du groupe Slayer sorti en 1994.
Premier album du groupe avec Paul Bostaph, Divine Intervention constitue une sorte de retour aux sources vers une musique agressive, se rapprochant ainsi de leur fameux album Reign in Blood, bien qu'il conserve des aspects mid-tempo comme sur les deux albums précédents. Se dégage également un aspect punk, qui peut faire pressentir l'album Undisputed Attitude, paru deux ans plus tard.
Comme pour les trois albums précédents, il a Rick Rubin comme producteur.
Cet album a suscité une certaine controverse aux États-Unis à cause du contenu des paroles, notamment dans les chansons SS-3 (qui fait référence à Reinhard Heydrich) et 213 (qui fait référence à Jeffrey Dahmer).

## Liste des morceaux
1. "Killing Fields" (musique : King; paroles : Araya) – 3:57
2. "Sex. Murder. Art." (musique : King; paroles : Araya) – 1:50
3. "Fictional Reality" (musique et paroles : King) – 3:38
4. "Dittohead" (musique et paroles : King) – 2:31
5. "Divine Intervention" (musique : Hanneman/King; paroles : Araya/Bostaph/Hanneman/King) – 5:33
6. "Circle of Beliefs" (musique et paroles : King) – 4:30
7. "SS-3" (musique: Hanneman/King; paroles : Hanneman) – 4:07
8. "Serenity in Murder" (musique : Hanneman/King; paroles : Araya) – 2:36
9. "213" (musique : Hanneman; paroles : Araya) – 4:52
10. "Mind Control" (musique : Hanneman/King; paroles : Araya/King) – 3:04

## Musiciens
- Tom Araya : basse, chant
- Kerry King : guitare
- Jeff Hanneman : guitare
- Paul Bostaph : batterie